# Virachola livia
Virachola livia är en fjärilsart som beskrevs av Johann Christoph Friedrich Klug 1834. Virachola livia ingår i släktet Virachola och familjen juvelvingar. Inga underarter finns listade i Catalogue of Life.